# David Carradine
David Carradine, nome artístico de John Arthur Carradine (Los Angeles, 8 de dezembro de 1936 — Bangkok, 3 de junho de 2009) foi um ator estadunidense, cuja carreira incluiu mais de 200 papéis principais e secundários no cinema, na televisão e no palco.

## Biografia

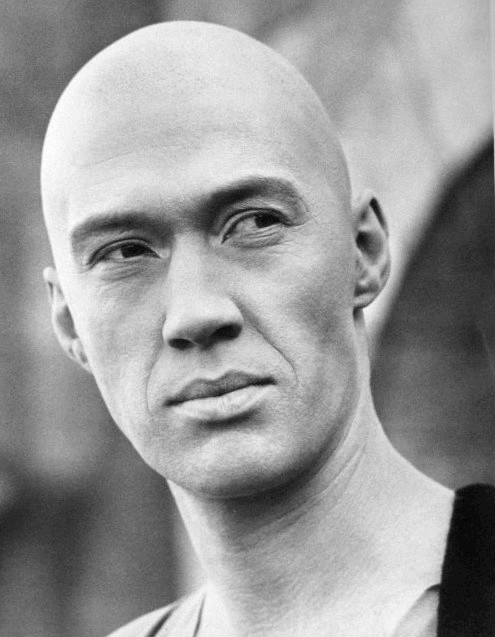
David Carradine no papel que lhe tornou conhecido: Kwai Chang Caine, de Kung Fu (1972-1975)

David, nascido John Arthur Carradine, era filho do ator John Carradine, irmão de Bruce Carradine e meio-irmão de Keith Carradine e Robert Carradine. Carradine, que tentou evitar o recrutamento militar, foi alistado no Exército dos EUA em 1960, onde desenhou figuras para materiais de treinamento. No Natal daquele ano, casou-se com Donna Lee Becht. Durante seu serviço em Fort Eustis, Virginia, ajudou a criar uma companhia de teatro chamada "unidade de entretenimento" e conheceu Larry Cohen, que mais tarde o escalou para o filme Q, The Winged Serpent. Ele também enfrentou corte marcial por furto em loja. Em 1962, sua filha Calista nasceu, e Carradine foi dispensado com honra após dois anos de serviço ativo. 
David Carradine ficou conhecido por seu personagem "Kwai Chang Caine", na série de televisão Kung Fu, produzida a partir dos anos 1970, na qual interpretava um monge Shaolin, mestre em Wushu, no Velho Oeste dos Estados Unidos. Uma cena famosa da série (que deveria ter sido estrelada por Bruce Lee, mas os produtores, ao final, não quiseram um chinês "autêntico", optando por "puxar os olhos" de Carradine) é quando Kwai Chang tatua sua pele com ferro quente.
Em 2003, Carradine ganhou nova audiência quando interpretou o personagem "Bill" nos dois filmes da série Kill Bill, de Quentin Tarantino, nos quais contracena com Uma Thurman.

## Carreira
Membro da família de atores Carradine , ele teve sua chance interpretando Atahuallpa na produção da Broadway de 1965 de The Royal Hunt of the Sun. Ele se tornou conhecido por seus papéis em filmes B e artes marciais, particularmente como Big Bill Shelly em Boxcar Bertha (1972), de Martin Scorsese , Frankenstein em Death Race 2000 (1975), o personagem-título em Cannonball (1976), Kaz Oshay em Deathsport (1978), Detective Shepherd em Q - The Winged Serpent (1982) e Rawley Wilkes em Lone Wolf McQuade (1983). Ele interpretou Woody Guthrie no filme biográfico Bound for Glory (1976), que lhe rendeu uma indicação ao Globo de Ouro de Melhor Ator - Drama Cinematográfico . Ele também recebeu indicações ao Globo de Ouro por Kung Fu e pela minissérie de televisão North and South (1985), bem como uma indicação ao Emmy Award , também por Kung Fu .
Carradine experimentou um ressurgimento após interpretar o personagem-título na duologia Kill Bill de Quentin Tarantino (2003–2003). O papel de Bill lhe rendeu sua quarta indicação ao Globo de Ouro e ele ganhou o prêmio Saturn de Melhor Ator Coadjuvante . Em 1º de abril de 1997, Carradine recebeu uma estrela na Calçada da Fama de Hollywood .
Ao longo de sua vida, Carradine foi preso e processado por uma variedade de crimes, que frequentemente envolviam abuso de substâncias. Filmes que apresentavam Carradine continuaram a ser lançados após sua morte. Além de sua carreira de ator, Carradine foi diretor e músico. Influenciado por seu papel no Kung Fu , ele estudou artes marciais, particularmente Shaolin quan. Em 2014, Carradine foi introduzido no Hall da Fama do Museu de História das Artes Marciais.

### Morte
David Carradine foi encontrado morto em 4 de junho de 2009, no Swissôtel Nai Lert Park Hotel em Bangkok, onde participava das filmagens de Stretch. O primeiro relatório da polícia local indicava que Carradine teria cometido suicídio por enforcamento. Um funcionário da embaixada americana declarou, no entanto, que as circunstâncias da morte ainda não haviam sido plenamente esclarecidas. Posteriormente, a polícia passou a considerar a hipótese de que ele tenha morrido acidentalmente. "Não está claro se ele se suicidou ou se morreu asfixiado por um problema cardíaco devido a um orgasmo", declarou um policial tailandês. As câmeras do hotel não registraram entrada ou saída de pessoas do apartamento do ator e a porta estava fechada por dentro. Aventa-se a possibilidade de asfixia autoerótica. Encontra-se sepultado no Forest Lawn Memorial Park (Hollywood Hills), nos Estados Unidos.